# Langeberg
La cadena montañosa Langeberg es una cadena situada en la provincia del Cabo Occidental en Sudáfrica, cadena que corre en una dirección generalmente este-oeste y tiene aproximadamente 170 kilómetros de largo. El punto más al oeste del Langeberg está localizado a 35 kilómetros al oeste de la ciudad de Swellendam; la cadena termina en el este a aproximadamente 30 kilómetros al nordeste de Riversdale.
Las llanuras abiertas del Pequeño Karoo lindan con el norte de la cadena, mientras que al sur linda con la Llanuras Agulhas y Overberg.
En las laderas del sur de la montaña puede ser encontrada una variedad de fynbos (matorrales sudafricanos), con parcelas forestales de Afromontane encontrados en desfiladeros aislados profundos, mientras en las cuestas del norte más secas se encuentran matorrales karroid.
Hay tres zonas de conservación de la naturaleza a lo largo de la cadena: la Reserva Natural Marloth, el Área de Páramo Boesmansbos y el Bosque de Garcia State.